# 公民不服從
公民不服從，或稱公民抗命，是一種政治參與形式。是指公民透過象徵性的、自覺违反法律、规范或政府律令的手段，以消除不公正的局面，從而強調他的道德參與權。規範可以透過國家或國家結構中的一個單位的法律、義務甚至命令來體現。象徵性的違犯意在影響輿論的形成，以消除不公。不服從者自覺接受根據適用法律對其行為進行懲罰。參與者常聲稱擁有抵抗權，然而，這與某些憲法賦予的抵抗權不同。那些實行公民不服從的人關心的是在現有秩序內執行公民權利和人權，而不是旨在取代現有統治結構的抵抗。但是，公民不服從和抵抗的行動方法和形式在許多情況下是相同的。有时，公民不服从也被定义为和平抗议或非暴力抵抗。
公民不服从的概念来自亨利·大衛·梭羅的遗作《公民抗命论》，但事实上这种行为本身早已得到实践。19世纪晚期女性参政权运动的领导者苏珊·安东尼、1919年埃及革命领导人萨德·扎格卢勒、印度独立运动领袖莫罕达斯·甘地、20世纪60年代美国民权运动领袖小馬丁·路德·金都受到了公民不服从理念的影响。尽管该行为很少在法庭上被认为正当，但小馬丁·路德·金曾表示，公民不服从是对法律的尊敬：“一个人违反了法律，因为他的良心告诉他这是不公正的。但他仍愿被送入监狱接受惩罚，以试图唤起社会的良心，让他人意识到法律的不公正。这事实上表达出了对法律的最高敬意。”

## 起源
美国哲學家亨利·戴维·梭罗于1849年在短文《公民抗命论》中敘述1846年，他因为抗议美墨战争、奴隶制度，拒絕付人頭稅，最终被逮捕入獄 （由于他的親戚幫他付了稅款，所以只關了一晚），他於文中提到：
難道公民必得將良心交給立法者，自己一分也不留？若此，則人有良心何為？我認為我們首先必須是人，然後再談是不是被統治者。培養對法律的尊敬，像培養對權利的尊敬一樣，是不當的。我唯一有權利要盡的義務，是任何時候都做我認為對的事。……法律從不能使人的正直增加絲毫；而由於人對法律的尊敬，即使天性善良的人也日日做了不正義的代理人。宣稱「在墨西哥的戰爭是錯的」、宣稱「強制執行奴隸制度是錯的」的那些人將是自我矛盾的，如果他們藉由繳稅而資助了政府這些行動的話。在一個像我們擁有的共和國之中，人們經常認為，對不正義之法律之最適當的回應，就是嘗試使用政治的過程來改變法律，然而在此法律改變之前，遵守此法律。但是如果這法律本身很清楚地是不正義的，且法律制定過程並不是設計來快速消滅不正義之法律的，則此法律不值得尊重——去違反這樣的法律吧。……反奴隸制度者應該完全撤回對政府的支持、並且停止繳稅，即使這表示可能招致牢獄之災。如果一千個人今年拒絕繳稅，跟同意繳稅相比，前者不算是暴力與血腥的手段，因為繳稅將可能使國家使用暴力、且使無辜者流血。事實上，這就是和平革命（peaceable revolution）。
甘地和馬丁·路德·金都讀過梭羅此文章，受到梭羅影響，甘地且曾將此文翻譯為印度文。

## 理论
为实践公民不服从，人们必须有意违背特定法律，例如形成和平封锁或非法占领某设施，在这过程中暴力行为也偶有发生。通常这类行为会遭遇权威当局的攻击，抗议者常在示威前接受相关指导，以更好应对当局的暴力行径。
公民不服从常被定义为个人与国家及其法律发生的冲突，这与宪政危机不同，后者是指两个公共机构，尤其是两个主权等同的政府机构之间发生的冲突。例如某国政府首脑拒绝履行该国最高法院作出的判决，这就不是公民不服从，而属于宪政危机，因为政府首脑以公职人员而非个体公民的身份行事。
梭罗在其政治哲学的良心与集体部分探讨了这一定义。他认为个人是对与错的最终裁决者。 此外，既然只有人能行动，那么也只有人能作出不公行为。当政府敲门，个人所面对的并非为抽象的政府，而是另一个体，例如税吏或邮差。梭罗曾陷入穷困，他拒绝缴纳税金，面对困惑的税吏，他表示对方最好“辞职”。假如个体选择成为不公制度的执行者，那么梭罗希望让对方意识到自己所作的这种选择。他承认政府有时或许代表多数人的意愿，但有时也仅代表少数政治精英的意愿。即使是好的政府也可能“遭到滥用和妄用，未能奉民意行事”。并且即便是一个代表多数人的政府，也不足以使那些异议者服从，因为多数人或许拥有强大的权力，却不一定拥有真理。
一些理论指出，事实上公民不服从针对的只是政府实体。金伯利·布朗利认为，公民对于非政府机构，例如工会、银行、私立大学的规则违背从根本意义上反映出“对允许这些规则的法律制度的挑战”。布朗利还补充道，这同样适用于针对国际组织以及外国政府的不服从行为。
通常认为，假如对法律的违抗并非在公开场合施行，那至少需在公开场合宣告这次违抗行为，才可构成公民不服从。不过斯蒂芬·艾尔曼表示，假如个人因某条法律有悖道德而决定不服从，那么更好的方式是以隐蔽的方式施行违抗，而不是采取公开的不服从。因为假如有律师希望帮助某人绕开必要的法律障碍，以达成对其自然权利的保证，那么他所能做的最好选择是是协助该人作伪证或制造虚假证据，而不是公开违抗法律。这种观点建立在下述基础之上：在为达成自然权利的情况下，欺骗行为并不违背道德。充分知情陪审团协会在其出版的《准陪审员指南》中写道，“想象一下德国公民所面对的困境：希特勒的秘密警察想要知道他们是否在家里藏了犹太人。”根据这一定义，公民不服从概念可追溯至圣经旧约《出埃及记》，施弗拉和普阿违背了埃及王的旨意，并谎称自己并未有过违抗行为。

### 當代特徵
约翰·罗尔斯在其1971年作品《正义论》中描述公民不服从为“一种公开的、非暴力的、自觉的然而又是违反法律的政治行动，其目的通常是为了改变政府的法律或政策。”他在《公民不服从的正当性》（英語：The Justification of Civil Disobedience）与《正义论》中认为，公民不服從主要有以下几个涵義：
- 它是一種針對非正義法律或政策的行為：它不僅包括直接的「公民不服從」——直接違反要抗議的法律，例如，在馬丁路德·金恩發動的黑人民權運動中，黑人故意進入被惡法禁止他們進入美國某些地方以顯示法例的不公義；亦包括間接的「公民不服從」，例如，現代的社運或民運通過違反交通法規來引起社會注意某種政府政策或法律的不公義。
- 它有预期并接受因不服从行为而导致的逮捕及惩罚。
- 它是一種政治行為：它的目的是向当权者提出意见，這些是基於政治、社會的意见，而非個人原則，它訴諸的是構成政治秩序基礎的共有正義觀。
- 它是一種公開的行為：它不僅訴諸公開原則，也是公開地作預先通知而進行，而不是秘密的。故此，它有如公開演說，可說具有教育的意義。
- 它是一種道德的、非暴力的行為：這不僅因為它是一種表達深刻和認真的政治信念，是在試過其它手段都無效之後才採取的正式請願，也是因為它是在忠誠法律的範圍內（雖然是位于這範圍的邊緣）對法律的不服從。這種忠誠是通過公開、和平以及願意承擔違法的後果來體現的。它著重道德的說服，故此一般都是和平的、非暴力的。

罗纳德·德沃金认为公民不服从有三种形式：
- “基于良知”：公民选择违背法律，因其认为该法律性质是非道德的。例如废奴主义者认为蓄奴是非道德行为，因此他们选择违背《逃亡奴隶法案（英语：Fugitive slave laws in the United States）》，拒绝将逃跑的奴隶交还给当局。
- “基于公正”：公民选择违背法律，因其认为该法律违背了个人利益。例如黑人在民权运动期间的非法示威活动。
- “基于政策”：公民违背法律，目的是为更正他们认为是极度错误且危险的政策。

### 暴力与非暴力
对于公民不服从是否必须是非暴力的，仍有许多探讨。《布莱克法律词典》将非暴力这一特征囊括在公民不服从的定义内。政治理论家克里斯蒂安·贝在其撰写的文章中表示，公民不服从需要“谨慎选择合法手段”，但他并不认为非暴力是其必要特征。有论证指出，公民不服从和公民叛乱（革命）都可从宪法缺陷中取得正当性，叛乱的破坏性更大，因此论证叛乱的正当性所需的缺陷也应更严重。由此可见，假如人们无法证明公民叛乱的正当性，那么也必然无法证明在公民不服从运动中使用暴力以及拒绝被逮捕的正当性。公民不服从的参与者与暴力行为的隔绝也有助于社会对该活动保持容忍。

哲学家H.J.麦克洛斯基提出，“假如相同情况下，带有暴力、胁迫、恐吓性质的不服从比非暴力的不服从更有效，那么它就是合理的。”霍华德·津恩在其《不服从与民主》中也有类似观点，他指出，虽然总体而言公民不服从是非暴力的，
紧张的氛围弥漫在暴力与非暴力的边界。任何手段的选择都非纯粹，暴力与非暴力的简单区分不足以掩饰其中涌动的复杂性。我们因世界的不完美而试图作出改变，但即使是出于良好目的而采取的行动，也无法跳脱出这种不完美。
津恩拒绝“简单的以正义为由而废弃暴力”，他表示即使是公民不服从的发起者卢梭也曾支持废奴主义者约翰·布朗的武装叛乱。他也提出，即便是广泛被认为是非暴力的公民不服从运动，例如伯明翰运动，事实上也包含有暴力的元素。

### 革命与非革命
非革命的公民不服从是一种简单的违抗法律的行为，理由可能是个人依据自身良知判断某法律为“错误”，或试图废除某条法文，或尝试施加压力来达成政治意愿。而革命的公民不服从则关乎对当前政府的颠覆尝试（或改变文化传统，社会习俗或宗教信仰）。革命不必是政治性的，例如“文化革命”仅意味着社会结构的广泛彻底的变革。甘地的行为被认为是革命的公民不服从。戴阿克·费伦茨领导下的马扎尔人对奥地利帝国的反抗也是革命的公民不服从。卢梭曾描述公民不服从是“和平革命”。 霍华德·津恩、哈维·惠勒等人认为，美国独立宣言中人民有权“变革或废除”专制政府的言论是公民不服从的基础。

### 集体行动与单独行动
有记载最早的集体公民不服从发生在罗马帝国时期。手无寸铁的犹太人聚集在街道，阻止罗马人在耶路撒冷圣殿安装异教神像。在现代，一些公民不服从的实践者也以集体行动，他们在特定需求得到满足前不会寻求保释，这类需求包括有利的保释条件，或是释放所有被逮捕的活动者。这是一种狱中团结的形式。不过，也仍有一些人选择独自践行公民不服从，这些单独的行动通常难以引发他人注意。卢梭就是一个单独行动者，他在被捕时还未成为著名作家，因此没有任何报纸报道他的被捕。逮捕他的税吏后来得到了晋升，而他的《公民抗命论》也直到美墨战争结束后才出版。

## 歷史實例
公民不服从，是人们反抗法律不公的方法之一，在许多非暴力抗议运动中都有使用，包括現代在英國等地發生的爭取婦女投票權運動、在印度的甘地之不合作运动与从大英帝国独立之运动、在美國的非裔美国人民权运动与蒙哥馬利公車杯葛事件、以及在南非的种族隔离斗争，还有在缅甸的反对军队政变，經常被列為是歷史上「公民不服從」運動的著名例子。
而在後現代則包括：發生在东德的萊比錫週一示威、發生在美國的佔領華爾街、台灣野百合學運、太陽花學運、香港的雨傘運動、反修例運動等等。

### 脚注
1. ↑  Symbolisch bedeutet hier üblicherweise, dass niemand einen körperlichen Schaden erleiden darf, noch dass Menschen größerer materieller Schaden zugefügt wird. Beispielsweise geht der britische Rechtsphilosoph H. L. A. Hart in einem anderen Zusammenhang von der Existenz eindeutiger Prinzipien der Gerechtigkeit aus, „die das Ausmaß einschränken, in dem allgemeine soziale Ziele auf Kosten des einzelnen verfolgt werden dürfen.“ (H. L. A. Hart: Prolegomena zu einer Theorie der Strafe. S. 75, in: H. L. A. Hart: Recht und Moral, Göttingen (Vandenhoeck) 1971, S. 58–86). In anderen Worten ausgedrückt bedeutet das, dass die Beeinträchtigung anderer maßvoll zu sein hat.
2. ↑  In der Bundesrepublik Deutschland ist dieses Recht in Template:Art. Abs. 4 des Grundgesetzes (GG) niedergelegt. Nach GG Art. 20, Abs. 4 haben alle Deutschen ein Recht auf Widerstand gegen alle Bestrebungen, die auf Beseitigung der rechtsstaatlich-demokratischen Ordnung gerichtet sind, wenn andere Abhilfe nicht möglich ist. Vgl. auch: Dieter Hesselberger: Das Grundgesetz. Bonn (BpB) 1988, S. 174f.
3. ↑  Elke Steven: Ziviler Ungehorsam. In: Ulrich Brand et al.: ABC der Alternativen, Hamburg (VSA) 2007, S. 262f.
4. ↑   8 (2), Essays in Philosophy, June 2007  [12 March 2015], （原始内容存档于13 June 2010）
5. ↑  John Morreall, , Canadian Journal of Philosophy, 1976, 6 (1): 35–47, JSTOR 40230600, S2CID 152691269, doi:10.1080/00455091.1976.10716975
6. ↑  Steven L. Emanuel, , Aspen, January 2007, ISBN 9780735558182
7. ↑  Brooks, Ned. . NBC Learn. NBCUniversal Media.   [22 November 2017]. （原始内容存档于5 July 2018）.
8. ↑  该文原名《抗议国民政府》（Resistance to Civil Government）
9. 1 2 3  Lecture 11. 公民不服從 （页面存档备份，存于） 內容主要來自 Kimberley Brownlee, “Civil Disobedience,” Stanford Encyclopedia of Philosophy.
10. ↑  ACLU of Oregon, , October 2017
11. 1 2  Rex Martin,  80 (2), Ethics: 123–139, Jan 1970
12. ↑  McElroy, Wendy. . thoreau.eserver.org. Future of Freedom Foundation.   [5 September 2015]. （原始内容存档于18 September 2015）.
13. ↑  Kimberley Brownlee, , Criminal Law and Philosophy, 9 November 2006, 1 (2): 179, S2CID 145019882, doi:10.1007/s11572-006-9015-9
14. ↑  Stephen Ellmann; Luban, David, , Columbia Law Review, Jan 1990, 90 (1): 116–190, JSTOR 1122838, doi:10.2307/1122838
15. ↑   (PDF), Fully Informed Jury Association,   [28 June 2013], （原始内容 (PDF)存档于25 August 2013）
16. ↑  Magonet, Jonathan (1992) Bible Lives (London: SCM), 8
17. ↑  . Bible Gateway.   [2022-12-01]. （原始内容存档于2022-12-01） （英语）. 有希伯来的两个收生婆，一名施弗拉，一名普阿。埃及王对她们说：“你们为希伯来妇人收生，看她们临盆的时候，若是男孩，就把他杀了，若是女孩，就留她存活。”但是收生婆敬畏神，不照埃及王的吩咐行，竟存留男孩的性命。埃及王召了收生婆来，说：“你们为什么做这事，存留男孩的性命呢？”收生婆对法老说：“因为希伯来妇人与埃及妇人不同，希伯来妇人本是健壮的，收生婆还没有到，她们已经生产了。”
18. ↑  罗尔斯 1991，第55节.
19. ↑  Hayley Bennett, Alexandra Macmillan, Rhys Jones, Alison Blaiklock and John McMillan, "Should health professionals participate in civil disobedience in response to the climate change health emergency?", The Lancet, volume 395, issue 10220, pages 304-308, 25 January 2020 (and references cited).
20. ↑  Ken Kress and Scott W. Anderson,  37 (2), The American Journal of Comparative Law: 337–351, Spring 1989
21. ↑  Bay, Christian,  II, International Encyclopedia of the Social Sciences: 473–486
22. ↑  Stuart M. Brown Jr.,  58 (22), The Journal of Philosophy
23. ↑  H. J. McCloskey, , Philosophy and Phenomenological Research, Jun 1980, 40 (4): 536–557, JSTOR 2106847, doi:10.2307/2106847
24. ↑  Davis D. Joyce, Howard Zinn: A Radical American Vision (Prometheus, 2003), 102–103.  Joyce notes that Disobedience and Democracy sold 75,000 copies in the late 1960s and was Zinn's best-selling book prior to A People's History of the United States
25. ↑  Howard Zinn, Disobedience and Democracy: Nine Fallacies on Law and Order (South End Press edition, 2002), 39–41
26. ↑  Zinn, Disobedience, 47
27. ↑  . （原始内容存档于1 April 2015）.
28. ↑  Harry Prosch,  77 (3), Ethics: 176–192, Apr 1967
29. ↑  Hugo A. Bedau, , The Journal of Philosophy, 12 October 1961, 58 (21): 653–665, JSTOR 2023542, doi:10.2307/2023542
30. ↑  .   [6 May 2015]. （原始内容存档于27 March 2015）.
31. ↑  . www.encyclopedia.com.   [2022-07-10]. （原始内容存档于2022-12-02）.
32. ↑  . McGill Law Journal.   [2022-07-10]. （原始内容存档于2022-10-06） （美国英语）.
33. ↑  P Herngren,  (PDF), The Practice of Civil Disobedience, 1993, （原始内容 (PDF)存档于28 July 2011）
34. ↑  Gross, Robert A., , The Yale Review: 1–17, October 2005